# 2018년 스트라스부르 총기 난사 사건
2018년 12월 11일 프랑스 스트라스부르의 크리스마스 시장 크리스트킨델스마리크에서 총기 난사 사건이 발생하였다. 이 사건으로 5명이 사망하고 11명이 부상을 입었다.

## 같이 보기
- 2016년 베를린 테러
- 2016년 니스 테러
- 2015년 11월 파리 테러